# Antizana sparsata
Antizana sparsata är en fjärilsart som beskrevs av M.Gaede 1928. Antizana sparsata ingår i släktet Antizana och familjen tandspinnare. Inga underarter finns listade i Catalogue of Life.